# داستان وست ساید
داستان وست ساید (به انگلیسی: West Side Story) یک تئاتر موزیکال آمریکایی از کتابی نوشتهٔ آرتور لورنتس است که موسیقی آن از لئونارد برنستاین، ترانه‌سرایی آن با استیون سوندهایم و طراحی رقص‌ از جروم رابینز بوده‌است. این نمایش برگرفته از اجرای رومئو و ژولیت از ویلیام شکسپیر است. داستان آن به دعوای دو گنگ خیابانی با قومیتهای مختلف می‌پردازد که یکی اصالتاً پورتو ریکوئی است و دیگری سفیدهای کارگر. یکی از اعضای گروه سفیدها (تونی) عاشق ماریا خواهر رهبر گروه پورتوریکوئی‌ها یعنی برناردو می‌شود. از ترانه‌های معروف اجرا شده در این نمایش «چیزی می‌آید»، «ماریا»، «آمریکا»، «جایی»، «امشب»، «من احساس می‌کنم زیبایم»، «پسری مانند او« و «یک دست، یک قلب» هستند.
داستان وست ساید در سال ۱۹۵۷ نامزد دریافت پنج جایزه تونی شد. از این تئاتر دو فیلم در سال‌های ۱۹۶۱ و ۲۰۲۱ ساخته شد که فیلم اول برندهٔ ۱۰ جایزهٔ اسکار و فیلم دوم برندهٔ یک جایزهٔ اسکار شد.